# Félix Robiou
Félix Robiou, né le 10 octobre 1818 à Rennes et mort le 30 janvier 1894 ou le 3 février 1894 dans la même ville, est un historien et universitaire français.

## Biographie
Félix Marie Louis Jean Robiou de La Tréhonnais est issu d'une ancienne famille de la bourgeoisie du pays de Tinténiac en Bretagne, où certains de ses membres remplissaient des fonctions juridiques ou fiscales pour la seigneurie de Tinténiac. Plusieurs d'entre eux s'étaient alliés à la noblesse des environs et certains prenaient le titre d'écuyer. La branche Robiou de La Tréhonnais (éteinte) aurait été maintenue noble par arrêt du parlement de Bretagne en date du 11 août 1730,.
Il est professeur aux lycées de Pontivy et de Laval, professeur suppléant aux Facultés des Lettres de Strasbourg et de Nancy, professeur de littérature grecque à la Faculté de Rennes, et membre correspondant de l'Académie des inscriptions et belles-lettres de 1882 à sa mort.

## Publications sélectives
- Essai sur l'histoire de la topographie, la constitution, les mœurs et le langage de l'île de Jersey, Jersey : Chez F.-A. Romeril, Place Royale, Saint-Hélier, 1843 (lire en ligne).
- De L'influence du stoïcisme à l'époque des Flaviens et des Antonins, Rennes : J. M. Vatar, 1852 (lire en ligne).
- Histoire ancienne des peuples de l'Orient jusqu'au début des guerres médiques, Paris : C. Douniol, 1862 (lire en ligne).
- Étendue et topographie de la Galatie, Paris : Arthus Bertrand, 1863.
- Histoire des Gaulois d'Orient[8], Paris : Imprimé par autorisation de l'empereur à l'Imprimerie impériale, 1866 (lire en ligne).
- Itinéraire des Dix-Mille : étude topographique, Paris : A. Franck, 1873 (lire en ligne).
- Observations critiques sur l'archéologie dite préhistorique, spécialement en ce qui concerne la race celtique, Paris : Didier, 1879 (lire en ligne).
- Les institutions de l'ancienne Rome (avec D. Delaunay), Paris, 1884-1888.
- L'état religieux de la Grèce et de l'Orient au siècle d'Alexandre, Paris : C. Klincksieck, 1893 (lire en ligne).